# Reginald McKenna
Reginald McKenna (1863. július 6. – 1943. szeptember 6.) brit liberális politikus, bankár, Herbert Asquith híve.

## Élete

### Ifjúkora
McKenna 1863-ban született William Columban McKenna, és Emma McKenna gyermekeként. Alapfokú tanulmányait feltehetően születése helyén végezte. Az oktatásban kitűnt tehetségével, így később Cambridge-ben, a Trinity Hall iskolájában magántanulóként folytathatta tanulmányait. McKenna 1885-ben szerzett matematikából diplomát.

### Politikai pályafutása
Diplomát követően kezdett érdeklődni a politikai iránt. Az 1890-es években csatlakozott a Liberális Párthoz, és az 1895-ös általános választásokat követően a brit parlament tagjává vált. 1905-ben Sir Henry Campbell-Bannermann kormányában a pénzügyminisztérium államtitkárává nevezték ki. Ezt követően volt az oktatási tanács tagja (1907-1908) és az egyik legfontosabb tárca birtokosa, az  Admiralitás első lordja, azaz haditengerészeti miniszter (1908-1911) lett. McKenna minisztersége az angol-német flottaépítési verseny idejére esett, mely során Németország sikertelenül próbálkozott a brit tengeri dominancia megtörésével. McKenna alatt épültek meg az első brit szuper dreadnought csatahajók, a négytagú Orion osztály egységei, az HMS Orion, az HMS Thunderer, az HMS Monarch és az HMS Conqueror.

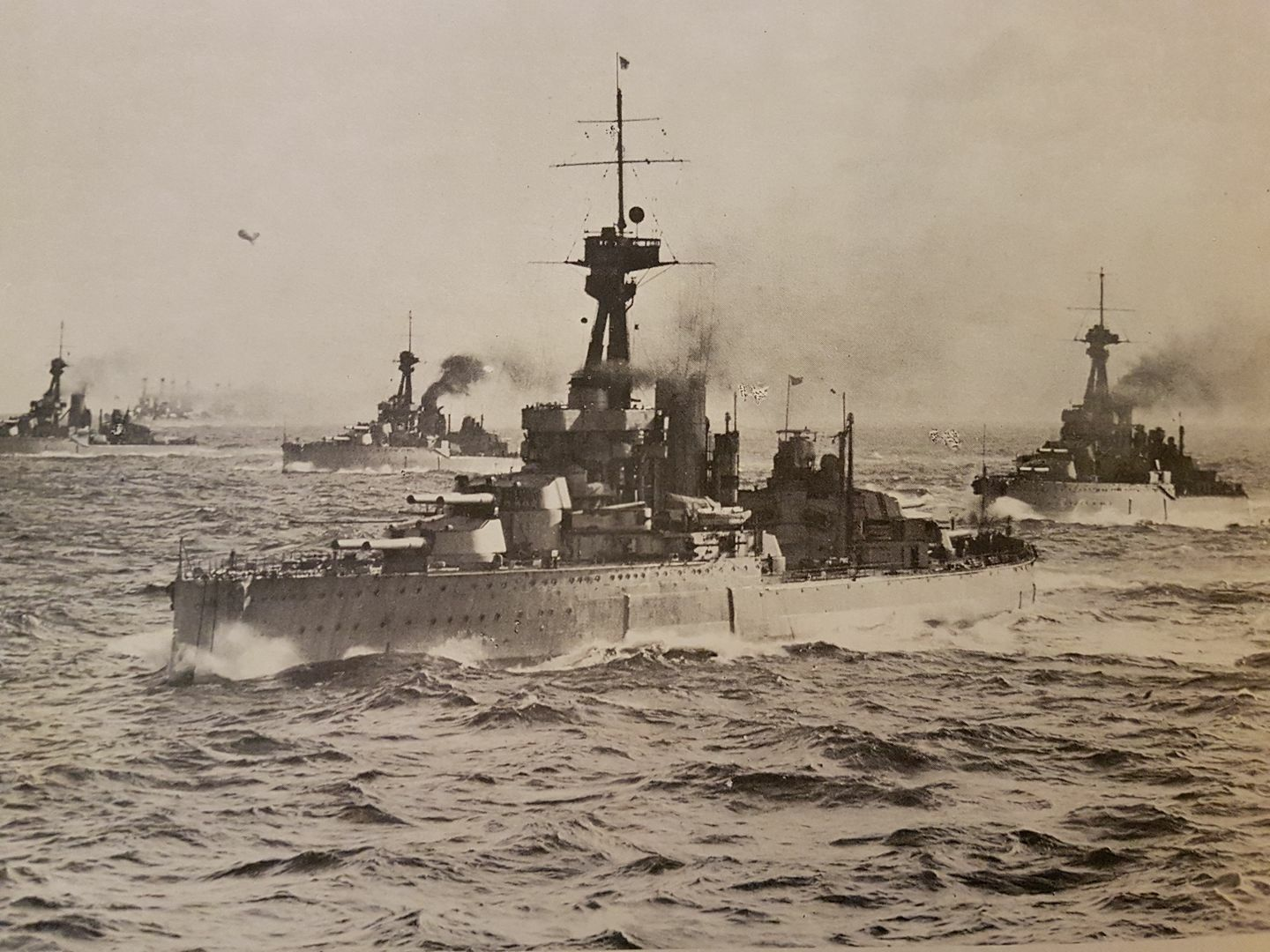
Az Orion osztály négy csatahajója a tengeren..

Újabb jelentős megbízatását 1911-ben kapta, amikor Herbert Asquith kormányában belügyminiszterré nevezte ki. Ezen pozícióját egészen 1915-ig megőrizte. Asquith kormányfő lemondatását követően egyre kevesebb politikai szövetségese lett. A tankötelezettség bevezetését követően több nézeteltérése is akadt David Lloyd George miniszterelnökkel, míg végül McKenna meghátrált. Az Asquith frakciójához hű liberálisokhoz hasonlóan az 1918-as önkormányzati választásokat követően McKenna is elveszítette székét az angol parlamentben.
A választásokat követően McKenna visszavonult a közélettől és a Midland Bank igazgatójaként tevékenykedett. 1943-ban hunyt el, életének 80. évében.